# Nobuo Fujishima
Nobuo Fujishima (n. 8 aprilie 1950) este un fost fotbalist japonez.

## Statistici
| Japonia | Japonia | Japonia |
| An      | Meciuri | Goluri  |
| ------- | ------- | ------- |
| 1971    | 1       | 0       |
| 1972    | 6       | 0       |
| 1973    | 4       | 0       |
| 1974    | 6       | 0       |
| 1975    | 12      | 3       |
| 1976    | 16      | 3       |
| 1977    | 5       | 0       |
| 1978    | 12      | 1       |
| 1979    | 3       | 0       |
| Total   | 65      | 7       |